# Приговор Конституционного Трибунала Польши Sygn. akt K 1/20
Приговор Конституционного Трибунала Польши Sygn. akt K 1/20 более известный в прессе, как «Планирование семьи, защита человеческого плода и условия допустимости прерывания беременности» — приговор Конституционного Трибунала Польши ограничивающий перечень случаев, разрешающих проведение абортов. Положение, разрешающее аборт в случае тяжёлой болезни или необратимого порока, угрожающего жизни плода признано неконституционным. Был подписан и опубликован 22 октября 2020, вызвав массовые акции протеста среди населения и осуждения со стороны мирового сообщества. Законодательство в отношении абортов в Польше, даже помимо указанного приговора, считается одним из самых суровых в Европе. Инициатором усиления ограничений выступили представители консервативной партии «Право и справедливость», имеющие большинство в сенате. Именно они инициировали обращение в Конституционный Трибунал с соответствующим требованием об ужесточении мер относительно случаев проведения аборта. В дальнейшем, вынесенный приговор Sygn. akt K 1/20 будет рассматривать Сейм республики.

## История
В начале девяностых годов, после падения коммунистического режима в Польше, набирала обороты дискуссия на тему допустимости абортов. Католическая церковь имела очень большое влияние в стране и вместе со сторонниками консерватизма выступала за полный запрет абортов. В оппозицию им были сторонники левых и либеральных сил, представители партии которых начали протесты против законодательного запрета искусственного прерывания беременности. В результате уже в 1993 году был принят закон о «планировании семьи, охране плода и условиях допустимости прерывания беременности» (пол. Planowanie rodziny, ochrona płodu ludzkiego i warunki dopuszczalności przerywania ciąży). К тому времени законными признавались следующие условия проведения аборта:
- беременность угрожает жизни или здоровью матери;
- медицинским осмотром установлено наличие у плода тяжелого и неотвратимого порока или неизлечимой болезни, которая угрожает его жизни;
- беременность, возникшая в результате преступных действий.

Как следствие этого закона польское общество столкнулось с появлением так называемого «абортивного туризма» в другие европейские страны. Дополнительным негативным явлением стало возникновение в стране «абортивного подполья». Если брать официальные сведения министерства здравоохранения Польши за 2019 год было проведено 1116 операций по искусственному прерыванию беременности. Вместе с тем по неофициальным источникам количество нелегальных абортов которые польские женщины провели за пределами страны, может достигать в десятки раз большей цифры. Условия так называемого «абортивного компромисса» в 1993 году не устраивали ни одну из сторон. Дискуссии продолжались довольно долгое время и привели к тому, что в 2016 году депутаты партии «Право и справедливость» внесли в сейм законопроект, которым планировали полностью запретить проведение абортов из-за дефектов плода с наказанием в виде пятилетнего заключения для женщины и врача. Общество отреагировало многотысячными акциями протеста по всей стране. Массовые беспорядки вынудили правительство отказаться от рассмотрения этого проекта. Однако уже через год был предоставлен обновлённый законопроект, в котором исключили тюремное заключение женщинам и врачам, но всё также предлагался запрет на аборты по причине дефектов плода. Его рассмотрение затянулось и фактически началось только в апреле 2020 года. Противники ужесточения законодательства снова вышли на протест из-за возмущения, что именно этот законопроект начали рассматривать во время пандемии коронавируса, что затрудняет проведение массовых протестов. Сейм снова был вынужден отложить рассмотрение и отправить проект на доработку. Вместе с тем 119 депутатов сейма, представляющих правые и консервативные силы, обратились в Конституционный Трибунал Польши с просьбой признать неконституционным положение закона от 1993 года о допустимости проведения аборта в случае, если при обследовании выявят высокую вероятность тяжелого и неотвратимого порока плода или неизлечимую болезнь, угрожающей его жизни. Депутаты утверждали, что это положение фактически легализирует «евгенические практики» в отношении ещё не родившегося ребёнка и, таким образом, нарушается его право на жизнь и достоинство. Они отмечали, что Конституция Польши защищает права человека уже с момента оплодотворения, а не рождения. Соответственно, к тяжёлым порокам плода нужно относиться так же, как и к тяжёлым болезням взрослых людей.

## Судебное рассмотрение
22 октября 2020 года в 11:00 состоялось заседание Конституционного Трибунала в следующем составе: Юлия Пшилембская (председательствующая), Збигнев Енджеевский, Леон Кирес, Мариуш Мушинский, Кристина Павлович, Станислав Пйотрович, Юстин Пискорский (докладчик), Петр Пшчолковский, Бартоломей Соханский, Якуб Стелина, Войцех Сыч, Михал Варчинский, Ярослав Вирембак. Вынося приговор, члены трибунала признали неконституционным положение, которым разрешалось проведение абортов в связи с тяжёлой болезнью или необратимым пороком, угрожающим жизни плода. Приговор был принят большинством голосов. В решении суда председательствующая трибунала Юлия Пшилембская согласилась, что разрешение на аборт легализует «евгеническую практику». Был сделан вывод, что так как Конституция Польши гарантирует защиту человеческой жизни, то аборт на основании оценки здоровья плода следует считать «прямо запрещённой формой дискриминации». Один из судей спросил у инициаторов представления, почему Сейм, в котором представители партии «Право и справедливость» имеют большинство, не может просто внести поправки в закон? Депутат Бартоломей Врублевский ответил, что любое решение Сейма можно отменить или изменить, а решение Конституционного Трибунала нельзя отменить законом.
Таким образом, Конституционный Трибунал Польши в приговоре Sygn. akt K 1/20 ещё больше ограничил перечень обстоятельств, по которым женщины могут легально сделать аборт. Прерывание беременности из-за заболевания или нежизнеспособности плода признано неконституционным. Гражданки Польши больше не смогут сделать аборт даже несмотря на риск родить ребёнка с серьёзными проблемами здоровья или вообще без шансов новорожденного на выживание. Поэтому легальным остается прерывания беременности только в результате изнасилования, инцеста или при угрозе жизни матери.
Заседание Конституционного Трибунала сопровождалось митингами сторонников и противников изменений в закон, которые проходили под стенами здания суда. Десятки полицейских пытались развести активистов, но время от времени между ними происходили столкновения. Женщины депутаты от левых партий возмущались отказом администрации Конституционного Трибунала допустить их к заседанию, противники абортов глушили их выкрики с помощью мощных аудиосистем.

## Последствия
После оглашения приговора, к вечеру, тысячи поляков вышли на акции протеста. Изначально они были точечными и исключали многочисленные собрания из-за ограничений на массовые мероприятия на фоне эпидемии коронавируса. Однако, несмотря на запрет, жители в Варшаве направились к зданию правящей партии «Право и справедливость» с пикетом. Ближе к полуночи полицейские были вынуждены применить физическую силу и слезоточивый газ к протестующим, а также задержали пятнадцать человек. Этому предшествовало предупреждение силовиков с помощью мегафонов о незаконности акции, поскольку столица входит в «красную зону» из-за ситуации с коронавирусом. Большинство митингующих было задержано при попытке окружить и блокировать дом лидера партии «Право и справедливость» — Ярослава Качиньского. Аресту предшествовало предупреждение применения силы в случае отказа добровольно закончить митинг. По сообщению силовиков, задержанию с помощью слезоточивого газа предшествовали столкновения с протестующими, которые бросали в полицию камни.

### Поддержка
Лидер правящей партии «Право и справедливость» Ярослав Качиньский в видео обращении на странице Facebook настаивал на том, что решение Конституционного Трибунала соответствует всем нормам Конституции страны, а протестующих назвал сторонниками антицерковного «нигилизма». Он призвал своих сторонников защищать польские церкви «любой ценой», поскольку последние стали объектами нападения со стороны протестующих.
Матеуш Моравецкий, премьер-министр Польши, разделяя мнение противников аборта и апеллируя к их сторонникам, говорил, что «для того, чтобы иметь право выбора, в первую очередь, нужно быть живым».
Представители правых и консервативных сил сейма считают «триумфом» приговор Конституционного Трибунала.
Депутат польского сейма Томаш Зимковский заявил следующее: «Сегодня в память о святом Иоанне Павле II на его Родине цивилизация Жизни торжествует над цивилизацией Смерти. 22 октября 2020 года войдёт в историю. Мы заканчиваем с убийством беззащитных, с наследием тоталитарных режимов XX века».
Юрист и писательница Магдалена Кожеква-Калишук прокомментировала решение Конституционного Трибунала следующим образом: «Решение о том, иметь ребёнка или нет, нужно принимать до появления ребёнка — осознавая все последствия этого, то есть, например, учитывая, что в будущем ребёнок может заболеть… Убийство детей по подозрению в их инвалидности признается несоответствующим Конституции».

### Критика
Активисты и правозащитники, протестующие против ужесточения законодательства об аборте, считают, что в результате такого решения Конституционного Трибунала в стране усилится дальнейший рост «абортного подполья», а жертвами нелегальных абортов станут тысячи польских женщин.
Комиссар Совета Европы по правам человека Дуня Миятович осудила приговор Конституционного трибунала Польши, назвав его «нарушением прав женщин» и «печальным днём для прав женщин».
Вице-маршал Сейма Малгожата Кидава-Блонская охарактеризовала приговор, как «ад для женщин», в то время как известный журналист Витольд Гловацкий назвал Польшу «первым халифатом Европы».
Глава Европейской народной партии Дональд Туск отметил, что «вброс темы абортов и решение псевдосуда в этом деле в разгар бурной эпидемии — это более чем цинизм. Это политическая подлость».
Коллективное письмо подписали более 800 польских медиков, в котором они заявили следующее: «Призвание врача — приносить облегчение тем, кто страдает…Отмена допустимости прерывания беременности поставит врачей в ситуацию, когда они будут вынуждены вызвать или продолжать страдания против воли своих пациенток, осознавая возможные осложнения».
Польская активистка по вопросам сексуального и репродуктивного здоровья и прав человека Антонина Левандовская заявила, что «защита закона 1993 года базируется на правилах ООН, запрещающих пытки, а принуждение к беременности, особенно если плод неправильно развит, есть проявление бесчеловечности» .
Европейская Комиссия выразила серьёзную обеспокоенность тем фактом, что по их мнению, Польша нарушает уважение к законности, а значит должна получить в будущем урезанное финансирование .